# Flyers de Muncie
Les Flyers de Muncie sont une franchise de hockey sur glace ayant évolué dans la Ligue internationale de hockey.

## Historique
L'équipe est créée en 1948 à Muncie en Indiana et évolue dans la LIH une seule saison avant de cesser ses activités, ne remportant que 9 de ses 32 rencontres.

## Statistiques
| Saison    | PJ | V | D  | N | BP  | BC  | Pts | Classement             | Séries éliminatoires | Entraîneur  |
| --------- | -- | - | -- | - | --- | --- | --- | ---------------------- | -------------------- | ----------- |
| 1948-1949 | 32 | 9 | 19 | 4 | 103 | 168 | 22  | 4e place, division Sud | Éliminés au 1er tour | Henry Coupe |